# クリステン・スチュワート ロストガール
『クリステン・スチュワート ロストガール』（原題：Welcome to the Rileys）は、2010年制作のアメリカ合衆国のドラマ映画。
リドリー・スコットの息子ジェイク・スコット監督で、彼の父リドリー・スコットと叔父トニー・スコットが製作総指揮をつとめている。日本では劇場未公開。

## あらすじ
中年男のダグ・ライリーは娘を事故で失って以来、妻ロイスとの関係も冷え切り、近くのレストランのウェイトレスと浮気をしていたが、ある日その彼女が急死してしまう。
娘に続いて愛人まで失ったダグは傷心のまま、出張でニューオーリンズに向かう。ダグは同僚に誘われて入ったストリップ・バーで、マロリーという娘と出会う。彼女はまだ16歳でありながら、身寄りがなく、学校にも通っておらず、生きるためにストリッパーとして金を稼ぎ生活していたのだった。
マロリーに亡き娘の面影を重ねたダグはそんな彼女を放っておけず、「体の関係はなし」という条件で1日100ドルを支払い、彼女の家に住み込み、生活の面倒をみることにする。やがてロイスもやってきて、3人の奇妙な同居生活が始まる。

## キャスト
- ダグ・ライリー：ジェームズ・ガンドルフィーニ
- マロリー：クリステン・スチュワート
- ロイス・ライリー：メリッサ・レオ
- ハリエット：アリー・シーディ
- ジョー・クレスト
- エイサ・デイヴィス
- キャシー・ラムキン
- ランス・Ｅ・ニコルズ